# Батики Середні
Батики Середні (Бацики-Середні, пол. Baciki Średnie) — село в Польщі, у гміні Сім'ятичі Сім'ятицького повіту Підляського воєводства. Населення — 264 особи (2011).

## Історія
Батики вперше згадуються 1469 року. У минулому належало магнатам, поблизу діяли фільварки.
У 1975—1998 роках село належало до Білостоцького воєводства.

## Демографія
Демографічна структура станом на 31 березня 2011 року:
|          | Загалом | Допрацездатний вік | Працездатний вік | Постпрацездатний вік |
| -------- | ------- | ------------------ | ---------------- | -------------------- |
| Чоловіки | 137     | 37                 | 90               | 10                   |
| Жінки    | 127     | 25                 | 72               | 30                   |
| Разом    | 264     | 62                 | 162              | 40                   |